# 宜蘭縣宜蘭市新生國民小學
宜蘭縣立新生國民小學位於宜蘭市的北邊，為一個校園規模為中小型的學校。1961年，其前身為力行國小位於新生派出所後方的分班。1963年，成為力行國小的分校。1964年，奉准獨立設校，命名為「宜蘭縣宜蘭市新生國民學校」。1968年，改為現名。學校願景為：「為溫馨、創意、健康、世界觀」。

## 概況
學校社區有宜蘭河及金同春圳等…自然資源豐富。學校社區的北津磚窯為台灣早期的柴燒磚窯，由於時代的演進及成本因素，因此早已停止燒磚。成為北津社區與學校的一大特色。

## 外部連結
- （中文）新生國小（页面存档备份，存于）
- 宜蘭縣宜蘭市新生國民小學的Facebook專頁